# 9123 Yoshiko
9123 Yoshiko là một tiểu hành tinh vành đai chính với chu kỳ quỹ đạo là 1522.1386183 ngày (4.17 năm).
Nó được phát hiện ngày 24 tháng 3 năm 1998.